# Aphrodita brevitentaculata
Aphrodita brevitentaculata är en ringmaskart som beskrevs av Essenberg 1917. Aphrodita brevitentaculata ingår i släktet Aphrodita och familjen Aphroditidae. Inga underarter finns listade i Catalogue of Life.